# QWIP
Un QWIP (Quantum well Infrared Photodetector en inglés), "Fotodetector de Infrarrojo de pozos cuánticos" es un dispositivo optoelectrónico fabricado mediante diferentes materiales semiconductores que permite la detección de radiación infrarroja. Uno de los más comunes utiliza AlGaAs y GaAs (Arseniuro de Galio-Aluminio y Arseniuro de Galio) como componentes.

## Utilización
Entre sus ventajas se encuentra la gran homogeneidad de la composición a lo largo de la oblea, lo que permite realizar matrices de detectores para obtener imágenes de alta calidad. También se trata de uno de los fotodetectores más rápidos, pudiendo generar imágenes de alta velocidad en el infrarrojo. Otra ventaja fundamental radica en el hecho de que pueden diseñarse para trabajar en cualquier región del espectro infrarrojo, variando las composiciones de los semiconductores que los integran, desde longitudes de onda de 2 hasta 100 µm.
Estos dispositivos se encuentran ya de forma comercial en el mercado, con sensores de varios megapixels de resolución. No obstante, el éxito de las cámaras térmicas y de los detectores basados en bolómetros y detectores de TeCdHg, más baratos y de mayor difusión, han hecho que los QWIPs queden relegados al ámbito militar y científico.